# Торе Кане
Торе Кане (итал. Torre Canne) је насеље у Италији у округу Бриндизи, региону Апулија.
Према процени из 2011. у насељу је живело 448 становника. Насеље се налази на надморској висини од 1 м.